# Novi svemir
Novi svemir (špa. Nuevo Espacio) umjerena je socijaldemokratska politička stranka u Urugvaju. Sjedište stranke nalazi se u Montevideu.
Stranku je 1994. godine osnovao senator Rafael Michelini, a nastala je odvajanjem od centrističke Stranke za građanski parlament, čiji se vođa, potpredsjednik Hugo Batalla, odvojio od političkog razmišljanja i programa Širokog fronta te se pridružio političkom savezu Stranke Colorado, s kojim su izašli i na opće izbore 1994. godine. Ime "Novi svemir" zapravo je isprva bio naziv za centrističke stranke u političkom savezu Širokog fronta, koje se su strogo odmicale od marksističkih razmišljanja koje su zastupale krajnje lijeve stranke među kojima je naistaknutija bila Komunistička partija Urugvaja. Od 1989. godine, kada je Demokršćanska urugvajska stranka izašla iz saveza Širokog fronta, stranačka centristička skupina je sklapala veze s Demokršćanskom strankom i time stekla iskustvo te želju da i sama osnuje svoju stranku.
No, kada se Demokršćanska stranka pred opće izbore 1994. vratila u savez Širokog fronta, Novi svemir se odvojio i postao rijetka samostalna stranka, koja nije pripadala niti tradicionalnim savezima Colorada i Narodne stranke niti Širokom frontu. Stranke je na izborima iste godine osvojila 5 mjesta u Zastupničkom domu i 1 u Senatu osvojivši 5,2% glasova birača. Michelini je kao predsjednički kandidat osvojio 4,4% glasova birača, što stranke nije smatrala neupsjehoh, jer je sa 6 manadata u Parlamentu utrla put kasnijim neopredijeljenim strankama poput Neovisne stranke.
Od samog osnivanja stranka je članica Socijalističke internacionale.

## Vanjske poveznice
- (šp.) www.nuevoespacio.org.uy - službene stranice stranke
- (engl.) Službene stranice Socijalističke internacionale  Arhivirana inačica izvorne stranice od 23. travnja 2006. (Wayback Machine)